# 麦诗赖海
麦诗赖海（阿拉伯语：‎，；意為「公共利益」）是伊斯兰教法中的一个概念，被视为法律的基础。它是詮釋學中的一部分，根據某事物是否符合穆斯林社群（即烏瑪）利益，而根據必要性等允許或禁止某事物。這一概念得到法学家和麦兹海布在不同程度上的承認和應用；現代法律問題屢次發生之後，該概念愈發重要。
首先闡明這個概念的是安薩里，他認為這是真主揭示神聖律法的目的，其具體目標則是保全人類的五福祉（即宗教、生活、智力、后代、财产）。古典時代的法學家大多認為該概念是一個重要的宗教原則，但在它對伊斯蘭教法所起的作用上看法不一。